# 岡部憲章
岡部 憲章（おかべ のりあき、1958年4月11日 - ）は、東京都武蔵村山市出身の元プロ野球選手（投手）。

## 来歴・人物
東海大相模高在学中は控え投手として甲子園に3度出場するが、後に同校や東海大甲府高の監督として名を馳せる左腕エース村中秀人の陰に隠れ、2年次の1975年に春の選抜の準決勝で、堀越高を相手に9回裏1イニングを投げたのみに終わる。
卒業後の進路は「野球で悩んで、勉強で悩むのはイヤ。野球に集中したい」と、1976年オフにドラフト外で日本ハムファイターズへ入団。
1978年まではイースタン・リーグでこそ好投したが、一軍では4月2日のロッテ戦（川崎）で初登板を果たすも通用しなかった。宮田征典二軍投手コーチには「お前は走ってなんぼ」と言われて、陸上部のように毎日、走っていた。岡部はグラウンドに行くのが嫌になり、吐きそうになるほど走らされた。走り込みによる下半身強化に加え、炊く前の米粒を茶碗半分ほどテーブルの上に用意し、指先で一粒一粒つまんで茶碗に入れるトレーニングも課題として与えた。宮田は「指先の感覚が良くないから」という理由でトレーニングを命じたが、岡部は走り込みを重ねて疲れ切った練習後、寝る前に寮の自室などで、地道に米粒をつまむ作業を繰り返した。この作業は元々、麻痺を抱えた人たちのリハビリとして行われていたものであった。岡部は1年間の「米粒トレ」と下半身強化で捕手が構えたところに投げられるようになり、確かな効果を生んだ。
1979年にはスライダーとシュートを習得したことで投球の幅も広がり、ゆっくりではあったが、着実に実力をつけていく。
1980年5月24日の近鉄戦（後楽園）で初勝利を挙げると、1981年には大宮龍男の好リードも光り、先発投手の一人として13勝を記録。開幕前に掲げた目標はシーズン5勝であり、シーズン当初はセットアッパーとしてスタートしたが、5月18日の阪急戦（後楽園）で先発の宇田東植が一死も取れないまま打球を受けて降板すると、緊急登板。そこから5イニングを抑えてシーズン初勝利を挙げるとじわじわと頭角を現していき、快進撃が始まったのは後期に入ってからであった。7月14日の南海戦（後楽園）では、5試合連続本塁打と絶好調の門田博光を2三振、1併殺に抑え込んで5勝目、同19日の西武戦（平和台）ではプロ初完封で連勝。9月3日の近鉄戦（後楽園）ではキャリア唯一の2桁勝利となるシーズン10勝に到達し、試合後には「信じられない。うれしいです」と涙を見せた。この試合を締め括ったのがクローザーの江夏豊で、江夏には打者との駆け引き、間の取り方を教わった。日本ハムが後期優勝を決めた後の同26日の近鉄戦（藤井寺）で救援登板すると、江夏から「消化試合やから相手は打ち気にはやっとる。ストライクはいらん。全部ボールでええ」とアドバイスを受けて三者凡退に抑え、シーズン規定投球回に到達した。防御率2.70と最優秀防御率を獲得し、19年ぶりのリーグ優勝に貢献。同年の巨人との日本シリーズでも2試合に登板し、第3戦では先発に起用され、原とは2打席の対戦で、捕邪飛、空振り三振と完璧に打ち取っている。
1982年からは故障もあって登板機会を減らし、成績が低迷。
1987年オフに藤原仁とのトレードで阪神タイガースに移籍し、1988年は5年振りの完投を記録するなど先発・中継ぎで活躍。1989年5月31日ヤクルト対阪神（神宮）で本塁ベースカバーの際にラリー・パリッシュのスライディングで足首を負傷して離脱し、同年に引退。
引退後は原の勧めもあり、1990年に打撃投手として巨人に入団。巨人入団当時、高校の同期であった原はまだ現役で、同じく津末英明も前年に日本ハムから巨人に移籍していたため、それぞれの役割は違えど、プロで初めて同じチームに揃った。巨人時代は落合博満に信頼されてミニキャンプで連日500球投げ込むなど、48歳まで打撃投手としてチームを支えた。2006年退団。
退団後は東京都中野区に飲食店「You’s・cafebar」を開店したが、現在は閉店している。
2007年からはクラブチーム「浦和ディアーズ」のコーチへ就任し、2009年からは監督を務めた。
2015年には日本ウェルネススポーツ大学コーチ、2017年7月からは女子硬式野球チーム「ZENKO BEAMS」ヘッドコーチに就任し、2019年からは監督を務める。2021年12月からは新体制として同チーム監督に中島梨紗を迎え、自身は総監督に就任。

## 詳細情報

### 年度別投手成績
| 年 度      | 球 団      | 登 板 | 先 発 | 完 投 | 完 封 | 無 四 球 | 勝 利 | 敗 戦 | セ 丨 ブ | ホ 丨 ル ド | 勝 率 | 打 者 | 投 球 回 | 被 安 打 | 被 本 塁 打 | 与 四 球 | 敬 遠 | 与 死 球 | 奪 三 振 | 暴 投 | ボ 丨 ク | 失 点 | 自 責 点 | 防 御 率 | W H I P |
| ---------- | ---------- | ----- | ----- | ----- | ----- | -------- | ----- | ----- | -------- | ----------- | ----- | ----- | -------- | -------- | ----------- | -------- | ----- | -------- | -------- | ----- | -------- | ----- | -------- | -------- | ------- |
| 1978       | 日本ハム   | 11    | 2     | 0     | 0     | 0        | 0     | 1     | 0        | --          | .000  | 82    | 17.1     | 23       | 4           | 9        | 0     | 1        | 15       | 0     | 0        | 16    | 15       | 7.94     | 1.85    |
| 1979       | 日本ハム   | 4     | 0     | 0     | 0     | 0        | 0     | 0     | 0        | --          | ----  | 37    | 7.0      | 11       | 1           | 6        | 0     | 0        | 6        | 0     | 0        | 4     | 4        | 5.14     | 2.43    |
| 1980       | 日本ハム   | 25    | 5     | 1     | 0     | 0        | 2     | 4     | 0        | --          | .333  | 268   | 61.2     | 66       | 15          | 17       | 0     | 2        | 46       | 0     | 0        | 40    | 38       | 5.52     | 1.35    |
| 1981       | 日本ハム   | 27    | 13    | 5     | 1     | 2        | 13    | 2     | 0        | --          | .867  | 524   | 130.0    | 103      | 8           | 46       | 0     | 2        | 88       | 4     | 0        | 42    | 39       | 2.70     | 1.15    |
| 1982       | 日本ハム   | 25    | 18    | 1     | 0     | 0        | 4     | 5     | 0        | --          | .444  | 474   | 102.2    | 115      | 12          | 55       | 4     | 0        | 60       | 5     | 0        | 59    | 51       | 4.46     | 1.66    |
| 1983       | 日本ハム   | 24    | 18    | 2     | 1     | 0        | 5     | 6     | 0        | --          | .455  | 510   | 117.2    | 121      | 14          | 54       | 2     | 3        | 61       | 2     | 0        | 53    | 49       | 3.75     | 1.49    |
| 1984       | 日本ハム   | 22    | 8     | 0     | 0     | 0        | 1     | 4     | 0        | --          | .200  | 288   | 63.1     | 68       | 9           | 30       | 1     | 0        | 28       | 0     | 0        | 45    | 43       | 6.11     | 1.55    |
| 1985       | 日本ハム   | 25    | 3     | 0     | 0     | 0        | 0     | 3     | 0        | --          | .000  | 247   | 57.1     | 53       | 10          | 27       | 2     | 0        | 37       | 3     | 1        | 33    | 31       | 4.87     | 1.40    |
| 1986       | 日本ハム   | 34    | 0     | 0     | 0     | 0        | 2     | 0     | 1        | --          | 1.000 | 211   | 52.0     | 49       | 5           | 13       | 0     | 2        | 32       | 1     | 0        | 18    | 17       | 2.94     | 1.19    |
| 1987       | 日本ハム   | 26    | 0     | 0     | 0     | 0        | 2     | 1     | 0        | --          | .667  | 137   | 31.0     | 36       | 4           | 6        | 0     | 3        | 24       | 1     | 0        | 19    | 16       | 4.65     | 1.35    |
| 1988       | 阪神       | 44    | 3     | 1     | 0     | 0        | 3     | 2     | 0        | --          | .600  | 280   | 68.1     | 67       | 7           | 17       | 1     | 2        | 52       | 1     | 0        | 31    | 31       | 4.08     | 1.23    |
| 1989       | 阪神       | 6     | 0     | 0     | 0     | 0        | 0     | 1     | 0        | --          | .000  | 25    | 5.1      | 7        | 0           | 1        | 0     | 1        | 4        | 0     | 0        | 6     | 3        | 5.06     | 1.50    |
| 通算：12年 | 通算：12年 | 273   | 70    | 10    | 2     | 2        | 32    | 29    | 1        | --          | .525  | 3083  | 713.2    | 719      | 89          | 281      | 10    | 16       | 453      | 17    | 1        | 366   | 337      | 4.25     | 1.40    |

- 各年度の太字はリーグ最高

### タイトル
- 最優秀防御率：1回（1981年）

### 記録
- 初登板：1978年4月2日、対ロッテオリオンズ前期2回戦（川崎球場）、2回裏1死に2番手で救援登板、2回2/3を2失点
- 初奪三振：同上、2回裏にレオン・リーから
- 初先発：1978年4月22日、対近鉄バファローズ前期6回戦（後楽園球場）、5回2失点
- 初勝利・初完投勝利：1980年5月24日、対近鉄バファローズ前期5回戦（後楽園球場）、9回2失点
- 初完封勝利：1981年7月29日、対西武ライオンズ後期3回戦（平和台球場）
- 初セーブ：1986年4月4日、対近鉄バファローズ1回戦（藤井寺球場）、9回裏に2番手で救援登板・完了、1回無失点

### 背番号
- 34 （1977年 - 1987年）
- 13 （1988年 - 1989年）
- 114 （1990年 - 2006年）